# Ceresium rouyeri
Ceresium rouyeri är en skalbaggsart som beskrevs av Maurice Pic 1943. Ceresium rouyeri ingår i släktet Ceresium och familjen långhorningar.
Artens utbredningsområde är Laos. Inga underarter finns listade i Catalogue of Life.